# آيلاند غاردينز (محطة مترو أنفاق لندن)
آيلاند غاردينز (بالإنجليزية: Island Gardens)‏ هي إحدى محطات مترو أنفاق لندن. تقع على خط قطار دوكلاندز الخفيف (فرع لويشام) أفتتحت في المنطقة (Zone) رقم 2 أفتتحت في 31 أغسطس 1987.